# André Fierens
André Dré Fierens, né le 8 février 1898 à Anvers en Belgique et mort le 12 janvier 1972 dans la même ville,, est un footballeur international belge qui joue au poste de demi-centre.
Il évolue au Beerschot VAC de 1919 à 1926 et est sélectionné en équipe de Belgique à 24 reprises. Il est champion olympique en 1920.
Il est quatre fois champion de Belgique avec le Beerschot en 1922, 1924, 1925 et 1926 et met fin à sa carrière au plus haut niveau après son dernier titre. Il joue encore huit années dans les divisions inférieures à Boom et à Alost, alors nouvellement promu et qui fait ses débuts en nationales, tout en effectuant une dernière pige dans son club de cœur lors de la saison 1928-1929.
Après sa carrière de joueur, il devient entraîneur, notamment des clubs de Boom et d'Alost avec lequel il est promu en deuxième division.
André est le frère d'Auguste Fierens, également footballeur du Beerschot et international.

## Statistiques

### En club
| Saison                | Club                  | Championnat             | Championnat | Championnat | Coupe(s) nationale(s) | Coupe(s) nationale(s) | Total | Total |
| Saison                | Club                  | Division                | M.          | B.          | M.                    | B.                    | M.    | B.    |
| 1919-1920             | Beerschot VAC         | Division d'Honneur (D1) | -           | -           | -                     | -                     | 0     | 0     |
| 1920-1921             | Beerschot VAC         | Division d'Honneur (D1) | -           | -           | -                     | -                     | 0     | 0     |
| 1921-1922             | Beerschot VAC         | Division d'Honneur (D1) | -           | -           | -                     | -                     | 0     | 0     |
| 1922-1923             | Beerschot VAC         | Division d'Honneur (D1) | -           | -           | -                     | -                     | 0     | 0     |
| 1923-1924             | Beerschot VAC         | Division d'Honneur (D1) | -           | -           | -                     | -                     | 0     | 0     |
| 1924-1925             | Beerschot VAC         | Division d'Honneur (D1) | -           | -           | -                     | -                     | 0     | 0     |
| 1925-1926             | Beerschot VAC         | Division d'Honneur (D1) | -           | -           | -                     | -                     | 0     | 0     |
| 1928-1929             | Beerschot VAC         | Division d'Honneur (D1) | -           | -           | -                     | -                     | 0     | 0     |
| Sous-total            | Sous-total            | Sous-total              | 147         | 18          | -                     | -                     | 147   | 18    |
| 1926-1927             | Boom FC               | Division 1 (D2)         | -           | -           | -                     | -                     | 0     | 0     |
| 1927-1928             | Boom FC               | Division 1 (D2)         | -           | -           | -                     | -                     | 0     | 0     |
| 1929-1930             | Boom FC               | Promotion B (D3)        | -           | -           | -                     | -                     | 0     | 0     |
| 1930-1931             | Boom FC               | Promotion B (D3)        | -           | -           | -                     | -                     | 0     | 0     |
| 1931-1932             | Boom FC               | Division 1 (D2)         | -           | -           | -                     | -                     | 0     | 0     |
| 1932-1933             | Boom FC               | Division 1 (D2)         | -           | -           | -                     | -                     | 0     | 0     |
| Sous-total            | Sous-total            | Sous-total              | -           | -           | -                     | -                     | 0     | 0     |
| 1933-1934             | SC Eendracht Alost    | Promotion A (D3)        | -           | -           | -                     | -                     | 0     | 0     |
| Total sur la carrière | Total sur la carrière | Total sur la carrière   | 147         | 18          | -                     | -                     | 147   | 18    |

### En sélections nationales
| Saison                | Sélection             | Phases finales        | Phases finales | Phases finales | Matchs amicaux | Matchs amicaux | Non officiels | Non officiels | Total | Total |
| Saison                | Sélection             | Compétition           | M              | B              | M              | B              | M             | B             | M     | B     |
| --------------------- | --------------------- | --------------------- | -------------- | -------------- | -------------- | -------------- | ------------- | ------------- | ----- | ----- |
| 1920-1921             | Belgique              | JO 1920               | 3              | 0              | 3              | 0              | -             | -             | 6     | 0     |
| 1921-1922             | Belgique              | -                     | -              | -              | 5              | 0              | -             | -             | 5     | 0     |
| 1922-1923             | Belgique              | -                     | -              | -              | 4              | 0              | -             | -             | 4     | 0     |
| 1923-1924             | Belgique              | JO 1924               | 1              | 0              | 4              | 0              | 1             | 0             | 6     | 0     |
| 1924-1925             | Belgique              | -                     | -              | -              | 4              | 0              | -             | -             | 4     | 0     |
| 1925-1926             | Belgique              | -                     | -              | -              | -              | -              | 1             | 0             | 1     | 0     |
| Total sur la carrière | Total sur la carrière | Total sur la carrière | 4              | 0              | 20             | 0              | 2             | 0             | 26    | 0     |

### Matchs internationaux
| Matchs internationaux d'André Fierens, | Matchs internationaux d'André Fierens, | Matchs internationaux d'André Fierens,               | Matchs internationaux d'André Fierens, | Matchs internationaux d'André Fierens, | Matchs internationaux d'André Fierens, | Matchs internationaux d'André Fierens, | Matchs internationaux d'André Fierens,                          |
| #                                      | Date                                   | Lieu                                                 | Adversaire                             | Résultat                               | Compétition                            | Club                                   | Notes                                                           |
| -------------------------------------- | -------------------------------------- | ---------------------------------------------------- | -------------------------------------- | -------------------------------------- | -------------------------------------- | -------------------------------------- | --------------------------------------------------------------- |
| 1                                      | 29 août 1920                           | Stade olympique, Anvers, Belgique                    | Espagne                                | V 3 - 1                                | Jeux olympiques 1920                   | Beerschot VAC                          | Titulaire.                                                      |
| 2                                      | 31 août 1920                           | Stade olympique, Anvers, Belgique                    | Pays-Bas                               | V 3 - 0                                | Jeux olympiques 1920                   | Beerschot VAC                          | Titulaire.                                                      |
| 3                                      | 2 septembre 1920                       | Stade olympique, Anvers, Belgique                    | Tchécoslovaquie                        | V 2 - 0                                | Jeux olympiques 1920                   | Beerschot VAC                          | Titulaire.                                                      |
| 4                                      | 6 mars 1921                            | Stade du Parc Duden, Bruxelles, Belgique             | France                                 | V 3 - 1                                | Match amical                           | Beerschot VAC                          | Titulaire.                                                      |
| 5                                      | 15 mai 1921                            | Stade olympique, Anvers, Belgique                    | Pays-Bas                               | N 1 - 1                                | Match amical                           | Beerschot VAC                          | Titulaire.                                                      |
| 6                                      | 21 mai 1921                            | Stade du Daring, Bruxelles, Belgique                 | Angleterre                             | D 0 - 2                                | Match amical                           | Beerschot VAC                          | Titulaire.                                                      |
| 7                                      | 9 octobre 1921                         | Stade San Mamés, Bilbao, Espagne                     | Espagne                                | D 0 - 2                                | Match amical                           | Beerschot VAC                          | Titulaire.                                                      |
| 8                                      | 26 mars 1922                           | Stade olympique, Anvers, Belgique                    | Pays-Bas                               | V 4 - 0                                | Match amical                           | Beerschot VAC                          | Titulaire.                                                      |
| 9                                      | 15 avril 1922                          | Stade Vélodrome Oscar Flesch, Rocourt, Belgique      | Danemark                               | N 0 - 0                                | Match amical                           | Beerschot VAC                          | Titulaire.                                                      |
| 10                                     | 7 mai 1922                             | Het Nederlandsch Sportpark (nl), Amsterdam, Pays-Bas | Pays-Bas                               | V 2 - 1                                | Match amical                           | Beerschot VAC                          | Titulaire.                                                      |
| 11                                     | 21 mai 1922                            | Campo di Viale Lombardia (it), Milan, Italie         | Italie                                 | D 2 - 4                                | Match amical                           | Beerschot VAC                          | Titulaire.                                                      |
| 12                                     | 4 février 1923                         | Stade olympique, Anvers, Belgique                    | Espagne                                | V 1 - 0                                | Match amical                           | Beerschot VAC                          | Titulaire.                                                      |
| 13                                     | 19 mars 1923                           | Arsenal Stadium, Londres, Angleterre                 | Angleterre                             | D 1 - 6                                | Match amical                           | Beerschot VAC                          | Titulaire.                                                      |
| 14                                     | 29 avril 1923                          | Het Nederlandsch Sportpark (nl), Amsterdam, Pays-Bas | Pays-Bas                               | N 1 - 1                                | Match amical                           | Beerschot VAC                          | Titulaire.                                                      |
| 15                                     | 5 mai 1923                             | Stade du Daring, Bruxelles, Belgique                 | Angleterre amateur                     | V 3 - 0                                | Match amical                           | Beerschot VAC                          | Titulaire.                                                      |
| 16                                     | 1er novembre 1923                      | Bosuilstadion, Anvers, Belgique                      | Angleterre                             | N 2 - 2                                | Match amical                           | Beerschot VAC                          | Titulaire.                                                      |
| 17                                     | 13 janvier 1924                        | Stade Buffalo, Montrouge, France                     | France                                 | D 0 - 2                                | Match amical                           | Beerschot VAC                          | Titulaire.                                                      |
| 18                                     | 23 mars 1924                           | Het Nederlandsch Sportpark (nl), Amsterdam, Pays-Bas | Pays-Bas                               | N 1 - 1                                | Match amical                           | Beerschot VAC                          | Titulaire.                                                      |
| 19                                     | 27 avril 1924                          | Stade olympique, Anvers, Belgique                    | Pays-Bas                               | N 1 - 1                                | Match amical                           | Beerschot VAC                          | Titulaire.                                                      |
| 20                                     | 29 mai 1924                            | Stade olympique, Colombes, France                    | Suède                                  | D 1 - 8                                | Jeux olympiques 1924                   | Beerschot VAC                          | Titulaire.                                                      |
| 21                                     | 15 mars 1925                           | Stade olympique, Anvers, Belgique                    | Pays-Bas                               | D 0 - 1                                | Match amical                           | Beerschot VAC                          | Titulaire.                                                      |
| 22                                     | 3 mai 1925                             | Het Nederlandsch Sportpark (nl), Amsterdam, Pays-Bas | Pays-Bas                               | D 0 - 5                                | Match amical                           | Beerschot VAC                          | Titulaire.                                                      |
| 23                                     | 21 mai 1925                            | Stade Hungária Körúti, Budapest, Hongrie             | Hongrie                                | V 3 - 1                                | Match amical                           | Beerschot VAC                          | Titulaire.                                                      |
| 24                                     | 24 mai 1925                            | Stade olympique de la Pontaise, Lausanne, Suisse     | Suisse                                 | N 0 - 0                                | Match amical                           | Beerschot VAC                          | Titulaire, remplacé par Joseph Augustus à la 46e minute de jeu. |

| Matchs non officiels d'André Fierens | Matchs non officiels d'André Fierens | Matchs non officiels d'André Fierens     | Matchs non officiels d'André Fierens | Matchs non officiels d'André Fierens | Matchs non officiels d'André Fierens | Matchs non officiels d'André Fierens | Matchs non officiels d'André Fierens |
| #                                    | Date                                 | Lieu                                     | Adversaire                           | Résultat                             | Compétition                          | Club                                 | Notes                                |
| ------------------------------------ | ------------------------------------ | ---------------------------------------- | ------------------------------------ | ------------------------------------ | ------------------------------------ | ------------------------------------ | ------------------------------------ |
| 1                                    | 10 juin 1924                         | Stade du Parc Duden, Bruxelles, Belgique | Suède                                | V 5 - 0                              | Match amical                         | Beerschot VAC                        | Titulaire.                           |
| 2                                    | 6 septembre 1925                     | Bosuilstadion, Anvers, Belgique          | Pays-Bas                             | N 1 - 1                              | Match amical                         | Beerschot VAC                        | Titulaire.                           |

## Palmarès

### En club
|  |  | Beerschot VAC - Championnat de Belgique (4) : - Champion : 1922, 1924, 1925 et 1926 |

### En sélections nationales
|  |  | Belgique - Jeux olympiques (1) : - Médaille d'or : 1920 |